# دايملر إل21
دايملر إل21 (Daimler L21 أو Daimler-Klemm L21) كانت طائرة رياضية خفيفة وبجناح مرتفع تدفع بمحركين، وذات مقعد واحد، ومظلة بالمظلات، تم بناؤها في ألمانيا. فائزت بمسابقة جولة رحلة ألمانيا لعام 1925 في فئة الطائرات الأقل قوة دفع.

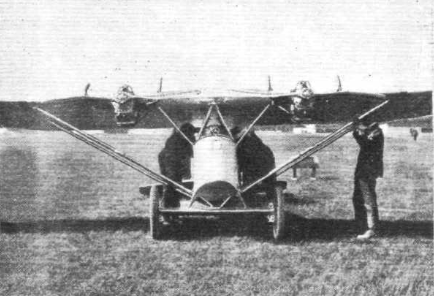
Head-on view of the L21

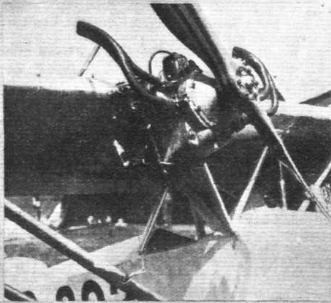
Mercedes engine installation

## المواصفات (كما في نسخة جولة رحلة ألمانيا)
البيانات من Kens (2011)
الخصائص العامة
- طاقم: اثنان
- طول: 5.40 م (17 قدم 9 بوصة)
- باع الجناح: 10.80 م (35 قدم 5 بوصة)
- مساحة الجناح: 13.1 م2 (141 قدم2)
- الوزن فارغة: 365 كـغ (805 رطل) تقريبًا
- الوزن الإجمالي: 475 كـغ (1,047 رطل)
- محركات: 2 × مرسيدس F7502a air cooled flat twin, geared down, 14 كـو (19 حصان)  الواحد
- مراوح: 2-ريشة, 1.85 م (6 قدم 1 بوصة) diameter wooden

أداء
- السرعة القصوى: 130 كم/س (81 ميل/س؛ 70 عقدة)
- سرعة العبور: 110 كم/س (68 ميل/س؛ 59 عقدة)
- سقف الخدمة: 3,500 م (11,483 قدم)
- وقت الارتفاع 10 دقائق إلى 1,000 م (3,281 قدم)
- سرعة الهبوط: : حوالي 80 كم/س (50 ميل/س)